# 勒德斯海姆-格罗瑙
勒德斯海姆-格罗瑙是德国莱茵兰-普法尔茨州的一个市镇。总面积8.24平方公里，总人口2843人，其中男性1393人，女性1450人（2011年12月31日），人口密度345人/平方公里。